# Estación de Villette (Vaud)
La estación de Villette es la principal estación ferroviaria de la localidad de Villette, perteneciente a la comuna suiza de Bourg-en-Lavaux, en el Cantón de Vaud.

## Situación
Se encuentra ubicada en las afueras del sur del núcleo urbano de Villette. Cuenta con dos andenes laterales a los que acceden dos vías pasantes.
En términos ferroviarios, la estación se sitúa en la línea Lausana - Brig. Sus dependencias ferroviarias colaterales son la estación de Lutry hacia Lausana y la Estación de Cully en dirección Brig.

## Servicios ferroviarios
Los servicios ferroviarios de esta estación están prestados por SBB-CFF-FFS.

### RER Vaud
La estación forma parte de la red de trenes de cercanías RER Vaud, que se caracteriza por trenes de alta frecuencia que conectan las principales ciudades y comunas del cantón de Vaud. Por ella pasan dos líneas de la red:
- S 1 Yverdon-les-Bains - Lausana - Vevey - Montreux - Villeneuve.
- S 3 Allaman - Morges - Lausana - Vevey - Montreux - Villeneuve.